# Petuh
Le petuh ou petu (/peːˈtuː/ du danois partoutbillet « carte d'abonnement », du français) est un mixte dialectal pratiqué dans la région de Flensburg (Schleswig-Holstein), comprenant des éléments issus de l'allemand, du bas-allemand, du danois ainsi que du parler Sønderjysk (da) (forme transitionnelle entre le continuum bas-allemand et le sud-jutlandais). Se singularisant par une grammaire empruntant au bas-allemand  comme au danois ainsi que par un thésaurus souvent haut-allemand, ce régiolecte, encore vivace dans les années cinquante, est actuellement en voie d'extinction. 